# Сахара (фильм, 2005)
«Сахара» (англ. Sahara) — приключенческий фильм от режиссёра Брека Айснера, по мотивам одноимённого романа Клайва Касслера
.

## Сюжет
Морской инженер, исследователь и бывший «морской котик» Дирк Питт путешествует в Африке по Нигерии в поисках судна, известного у местных как «Корабль смерти» — затерянного броненосца времён гражданской войны в США под названием «Техас» с золотом казны Конфедерации. Питту и его старому другу и боевому товарищу Элу Джордино удаётся предотвратить убийство доктора Евы Рохас из Всемирной организации здравоохранения, которая ищет источник эпидемии, поглотившей регион. Следы источника заражения ведут в Мали, где бушует гражданская война: половину страны контролирует диктатор Генерал Казим, а другую половину не контролирует никто. Лишь Питт и его друзья в Национальном подводном и морском агентстве в состоянии выяснить причину смертей. Причиной оказывается огромное количество промышленных отходов на секретном заводе в Мали, которые, просачиваясь в грунтовые воды, грозят обернуться экологической катастрофой глобальных масштабов. Но на их пути встаёт диктатор Генерал Казим, который не заинтересован в утечке информации о состоянии экологии в его стране. Понимая, что через неделю экологическая катастрофа охватит всю Западную Африку, а через несколько месяцев — весь мир, также понимая, что рассчитывать на помощь правительств других стран не приходится, а главное, понимая, что спастись от генерала Казима они могут, только рассчитывая на свои силы, Дирк, Элу и Ева находят союзников в лице туарегов: с их командиром и воинами проникают на секретный завод, где освобождают пленных туарегов и получают полную информацию о происходящем на заводе. Спасаясь от погони генерала Казима, находят среди песков пустыни броненосец «Техас» и из имеющейся на борту пушки уничтожают вертолёт диктатора Генерала Казима вместе с ним самим; после чего его «обезглавленная» армия сдаётся армии туарегов.

## В ролях
| Актёр            | Роль                    |
| ---------------- | ----------------------- |
| Мэттью Макконахи | Дирк Питт               |
| Стив Зан         | Эл Джордино             |
| Пенелопа Крус    | доктор Ева Рохас        |
| Ламбер Вильсон   | Ив Массард              |
| Ленни Джеймс     | генерал Казим           |
| Делрой Линдо     | агент ЦРУ Карл          |
| Уильям Х. Мэйси  | адмирал Джеймс Сэндекер |
| Патрик Малахайд  | посол Полидори          |
| Глинн Тёрмен     | доктор Фрэнк Хоппер     |
| Рэйн Уилсон      | Руди Ган                |

## Критика
На вебсайте-агрегаторе Rotten Tomatoes фильм имеет 33 % свежести со средней оценкой 5.2/10 на основе 178 рецензий. Критический консенсус вебсайта гласит: «Бессмысленный приключенческий фильм с нелепым сюжетом». На вебсайте Metacritic фильм имеет 42 балла из 100 на основе 33 рецензий, что соответствует статусу: «Смешанные или средние отзывы».

## Исторические ошибки
- Настоящий «CSS Texas» остался в недостроенном состоянии при взятии Ричмонда. Он был захвачен войсками Союза, но так и остался невостребованным.
- Джефферсон Дэвис не считал потерю Ричмонда концом Конфедерации. Если бы кораблю действительно удалось бежать с грузом золота на борту, то он бы был послан в другой порт Конфедерации, или даже в Мексику, где в то время правил их союзник Максимилиан I.
- Когда Дирк Питт объясняет историю пяти золотых долларов Конфедерации, он говорит, что Джефферсон Дэвис приказал, чтобы их отчеканили в 1865 году и отдал четыре своим лучшим генералам: Роберту Ли, «Стоунуолу» Джексону, «Джебу» Стюарту и Джозефу Джонстону (Питт оговорился и назвал его Джонсоном). Джексон и Стюарт погибли до 1866, так что они никак бы не смогли получить эти монеты в том году.